# Norte y Sur (serie de televisión)

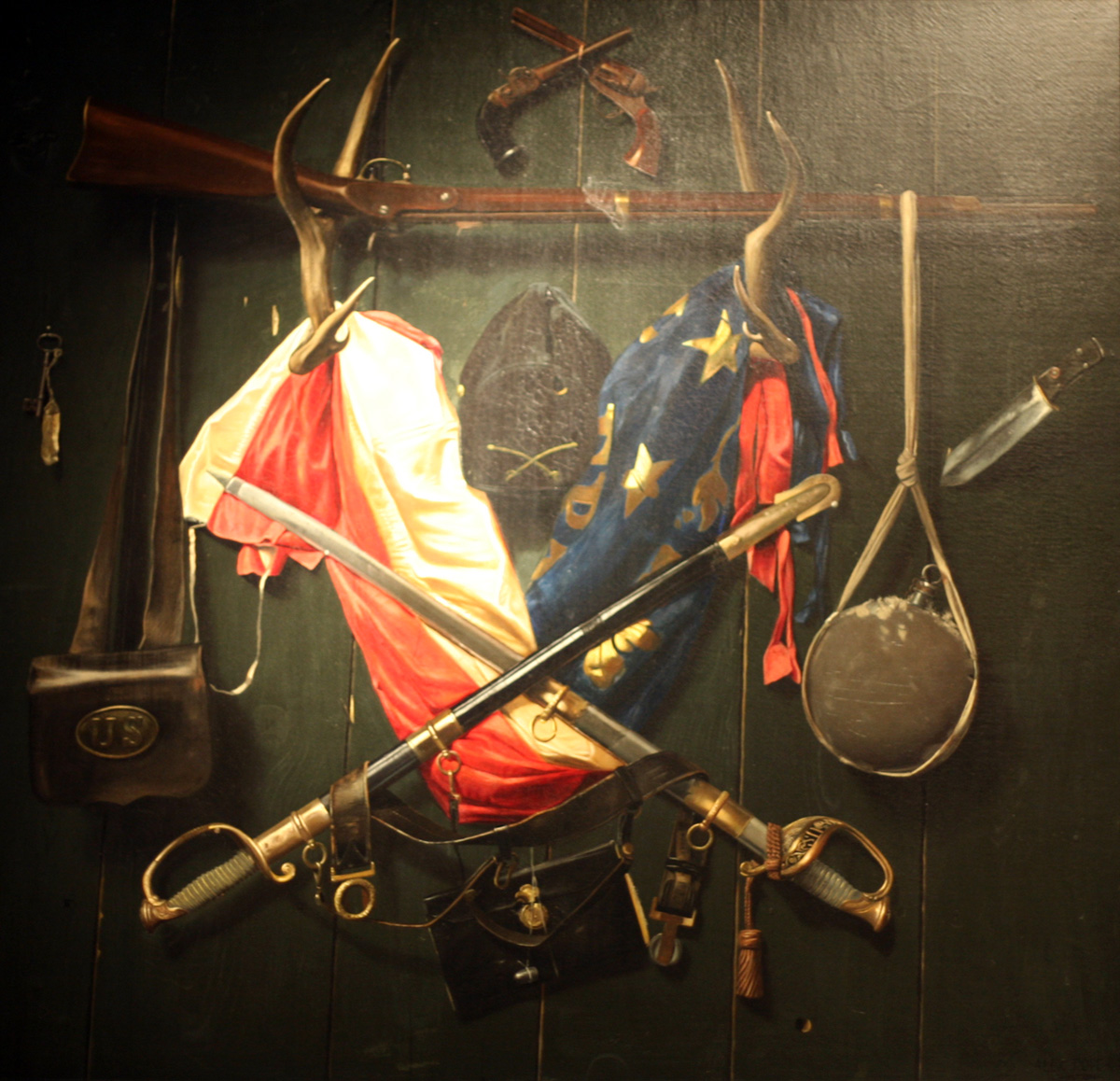
"Emblems of the Civil War" (1888), de Alexander Pope, simboliza el impacto del conflicto de la guerra civil estadounidense

Norte y Sur (North and South en su título original), es una serie de televisión, estrenada por la American Broadcasting Company en 1985, y basada en la trilogía homónima de John Jakes.

## Argumento
La serie refleja la historia de Estados Unidos durante la segunda mitad del siglo XIX, a través de dos sagas, los Hazard y los Main, encarnadas por sendos jóvenes, George y Orry, que traban amistad cuando se conocen en la Academia de Westpoint. Sin embargo los avatares de la guerra de secesión los sitúan en bandos opuestos, pues los Main son una familia de propietarios sudistas con su plantación de algodón trabajada por esclavos negros y los Hazard son una familia de industriales de Filadelfia.

## Temporadas
Se grabaron tres temporadas coincidiendo con los libros que componen la trilogía:
- North and South (Norte y Sur). 561 minutos. 6 episodios, emitidos entre el 3 y el 10 de noviembre de 1985.
- Love and War, Book II (Amor y Guerra). 6 episodios, emitidos entre el 4 y el 11 de mayo de 1986.
- Heaven & Hell: North & South, Book III (Cielo e Infierno). 3 episodios, emitidos entre el 27 de febrero y el 2 de marzo de 1994.

## Reparto
| Personaje                    | North and South 1985         | North and South: Book II 1986 | Heaven and Hell: North and South Book III 1994 |
| ---------------------------- | ---------------------------- | ----------------------------- | ---------------------------------------------- |
| Orry Main                    | Patrick Swayze               | Patrick Swayze                | Patrick Swayze (Archivo/No acreditado)         |
| George Hazard                | James Read                   | James Read                    | James Read                                     |
| Madeline Fabray LaMotte Main | Lesley-Anne Down             | Lesley-Anne Down              | Lesley-Anne Down                               |
| Constance Flynn Hazard       | Wendy Kilbourne              | Wendy Kilbourne               | Wendy Kilbourne                                |
| Virgilia Hazard Grady        | Kirstie Alley                | Kirstie Alley                 |                                                |
| Ashton Main Huntoon Fenway   | Terri Garber                 | Terri Garber                  | Terri Garber                                   |
| Brett Main Hazard            | Genie Francis                | Genie Francis                 | Genie Francis                                  |
| Elkanah Bent                 | Philip Casnoff               | Philip Casnoff                | Philip Casnoff                                 |
| Charles Main                 | Lewis Smith                  | Lewis Smith                   | Kyle Chandler                                  |
| Billy Hazard                 | John Stockwell               | Parker Stevenson              |                                                |
| Stanley Hazard               | Jonathan Frakes              | Jonathan Frakes               | Jonathan Frakes                                |
| Isabel Truscott Hazard       | Wendy Fulton                 | Mary Crosby                   | Deborah Rush                                   |
| Justin LaMotte               | David Carradine              | David Carradine               |                                                |
| Clarissa Gault Main          | Jean Simmons                 | Jean Simmons                  |                                                |
| Maude Hazard                 | Inga Swenson                 | Inga Swenson                  |                                                |
| Burdetta Halloran            | Morgan Fairchild             | Morgan Fairchild              |                                                |
| Congresista Sam Greene       | David Ogden Stiers           | David Ogden Stiers            |                                                |
| James Huntoon                | Jim Metzler                  | Jim Metzler                   |                                                |
| Salem Jones                  | Tony Frank                   | Tony Frank                    |                                                |
| Priam                        | David Harris                 | David Harris                  |                                                |
| Semiramis                    | Erica Gimpel                 | Erica Gimpel                  |                                                |
| Cuffey                       | Forest Whitaker              | Forest Whitaker               |                                                |
| Ned Fisk                     | Andrew Stahl                 | Andrew Stahl                  |                                                |
| Maum Sally                   | Olivia Cole                  |                               |                                                |
| Madam Conti                  | Elizabeth Taylor             |                               |                                                |
| Garrison Grady               | Georg Stanford Brown         |                               |                                                |
| Tillet Main                  | Mitchell Ryan                |                               |                                                |
| Ironworker                   | Ray Spruell                  |                               |                                                |
| Barman                       | Ronnie Stutes                |                               |                                                |
| Augusta Barclay              |                              | Kate McNeil                   |                                                |
| Rafe Baudeen                 |                              | Lee Horsley                   |                                                |
| Miles Colbert                |                              | Jimmy Stewart                 |                                                |
| Mrs. Neal                    |                              | Olivia de Havilland           |                                                |
| Rose Sinclair                |                              | Linda Evans                   |                                                |
| Capitán Thomas Turner        |                              | Wayne Newton                  |                                                |
| Coronel Hiram Berdan         |                              | Kurtwood Smith                |                                                |
| Ezra                         |                              | Beau Billingslea              |                                                |
| Teniente Stephen Kent        |                              | Whip Hubley                   |                                                |
| Hope Hazard                  |                              | Jennifer and Michele Steffin  | Mary Elizabeth McCae                           |
| Sam Trump                    |                              |                               | Peter O'Toole                                  |
| Adolphus                     |                              |                               | Rip Torn                                       |
| Cooper Main                  |                              |                               | Robert Wagner                                  |
| Judith Stafford Main         |                              |                               | Cathy Lee Crosby                               |
| Gus Main                     |                              |                               | Cameron Finley                                 |
| Running Wolf                 |                              |                               | Ted Thin Elk                                   |
| Gettys                       |                              |                               | Cliff De Young                                 |
| Jack Quinlan                 |                              |                               | Woody Watson                                   |
| Isaac                        |                              |                               | Stan Shaw                                      |
| Jane                         |                              |                               | Sharon Washington                              |
| Personajes históricos        |                              |                               |                                                |
| Person                       | Book I 1985                  | Book II 1986                  | Book III 1994                                  |
| Abraham Lincoln              | Hal Holbrook                 | Hal Holbrook                  |                                                |
| Mary Todd Lincoln            | Rachel Jakes (no acreditada) |                               |                                                |
| Ulysses S. Grant             | Mark Moses                   | Anthony Zerbe                 | Rutherford Cravens                             |
| Frederick Douglass           | Robert Guillaume             |                               |                                                |
| John Brown                   | Johnny Cash                  |                               |                                                |
| George B. McClellan          | Chris Douridas               |                               |                                                |
| George Pickett               | Cody W. Hampton              |                               |                                                |
| Tom "Stonewall" Jackson      | William Preston Daly         |                               |                                                |
| Jefferson Davis              |                              | Lloyd Bridges                 |                                                |
| Robert E. Lee                |                              | William Schallert             |                                                |
| Dorothea Dix                 |                              | Nancy Marchand                |                                                |
| Francis Cardozo              |                              |                               | Billy Dee Williams                             |
| Major Anderson               | James Rebhorn                |                               |                                                |

## Doblaje en España
- José Luis Gil ... Orry Main
- Eduardo Jover ... George Hazard
- María Jesús Nieto ... Madeline Fabry
- Laura Palacios ... Virgilia Hazard
- Angélica González ... Ashton Main
- Selica Torcal ... Brett Main
- Ramón Langa ... Sam Greene
- Conchita Núñez ... Rose Sinclair
- Matilde Conesa ... Srta. Neal
- María del Puy ... Madame Comti
- Gloria Cámara ... Augusta Barclay
- Jesús Puente ... Miles Colbert
- Antolín García ... Charles Edwards